# Springer on the Radio
Springer on the Radio was een Amerikaans radioprogramma, gepresenteerd door Jerry Springer. Het werd van 17 januari 2005 tot 5 december 2006 uitgezonden.
Iedere werkdag werd Springer on the Radio in Amerika uitgezonden door 44 verschillende lokale radiostations van 15.00 uur tot 18.00 uur, Europese tijd  (9.00 uur tot 12.00 uur EST). Het programma behandelde actuele en politieke onderwerpen. Jerry Springer gaf zijn eigen mening over de onderwerpen en ging in dialoog met bellende luisteraars, wat niet zelden uitliep in vurige discussies. Op de website konden luisteraars hun mening geven over de behandelde onderwerpen. Jerry had zelf zeer liberale en Democratische standpunten, dit in tegenstelling tot veel andere presentatoren van politieke radioprogramma's, die grotendeels Conservatief waren. 
Op dinsdag en woensdag werd het programma uitgezonden vanuit Chicago in de studio's waar op die dagen zijn televisieprogramma The Jerry Springer Show werd opgenomen. Op de andere dagen werd het radioprogramma uitgezonden vanuit de studio van WCKY-AM, een radiozender in Cincinnati, Ohio.
Eind 2006 werd het programma stopgezet, nadat Springer het te druk kreeg met andere activiteiten na zijn optreden in Dancing with the Stars. 